# Chats errants à Istanbul

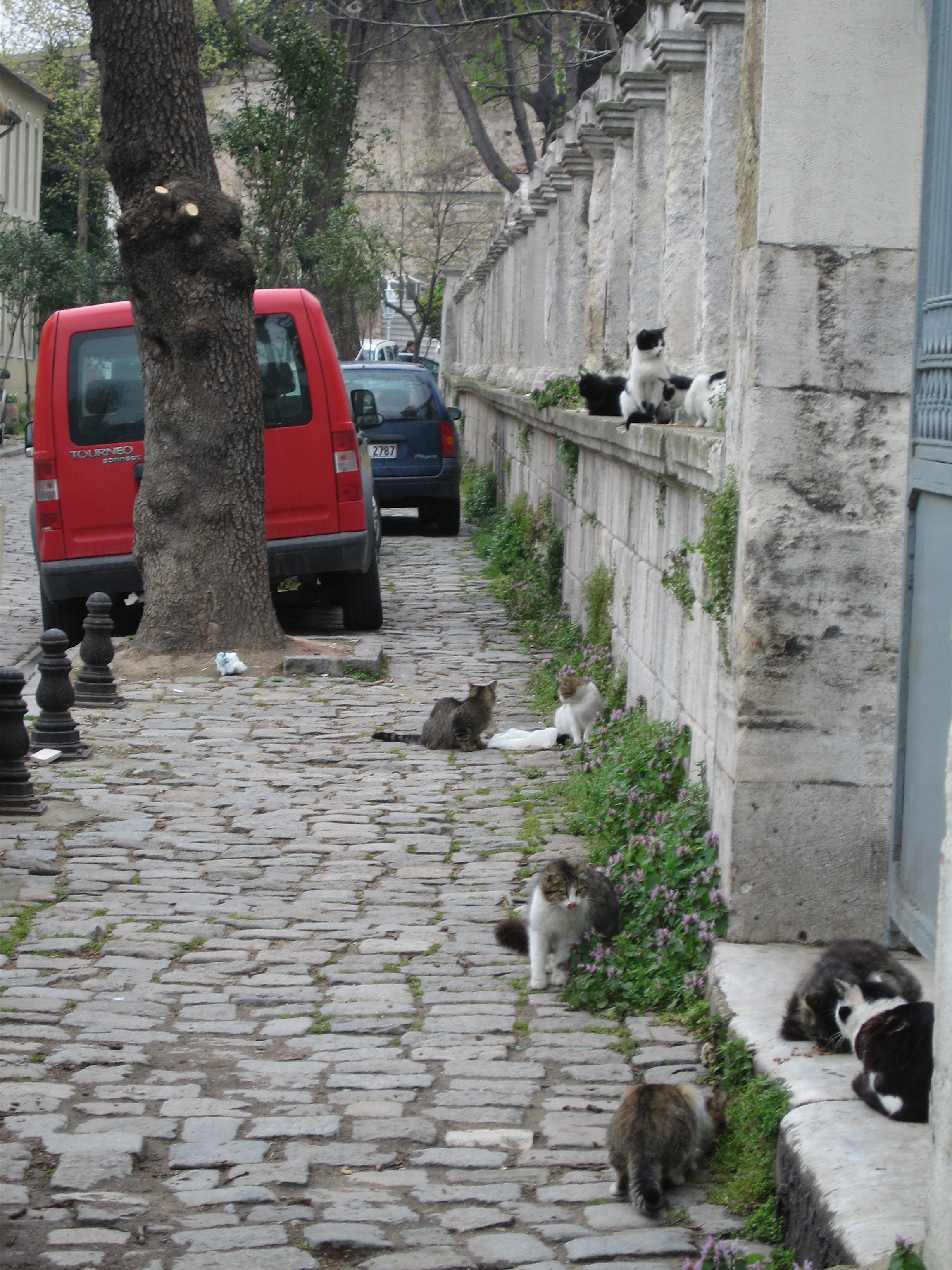
Des chats errants à Istanbul, photographiés en 2006

Istanbul abrite une importante population de chats errants (en turc : sokak kedisi, « chat des rues »), les estimations allant de cent mille à plus d'un million de bêtes. De nombreux citoyens turcs les considèrent comme des animaux de compagnie appartenant à la communauté, bien plus que comme des animaux errants. La Turquie a à leur égard une politique globale de non-interférence, ne capturant ni ne tuant les animaux.

## Histoire
Selon Ayşe Sabuncu, l'auteur de Cats of Istanbul, la grande prévalence de chats dans la ville peut être liée à l'époque ottomane. La grande majorité des maisons d'Istanbul à l'époque était en bois, ce qui permettait la prolifération des populations de souris et de rats. De ce fait, la présence des chats était une nécessité dans la ville. Diverses sources médiatiques ont lié l'attitude positive envers les chats en Turquie à l'Islam (voir chat dans l'Islam),, la religion la plus répandue dans le pays.

## Santé

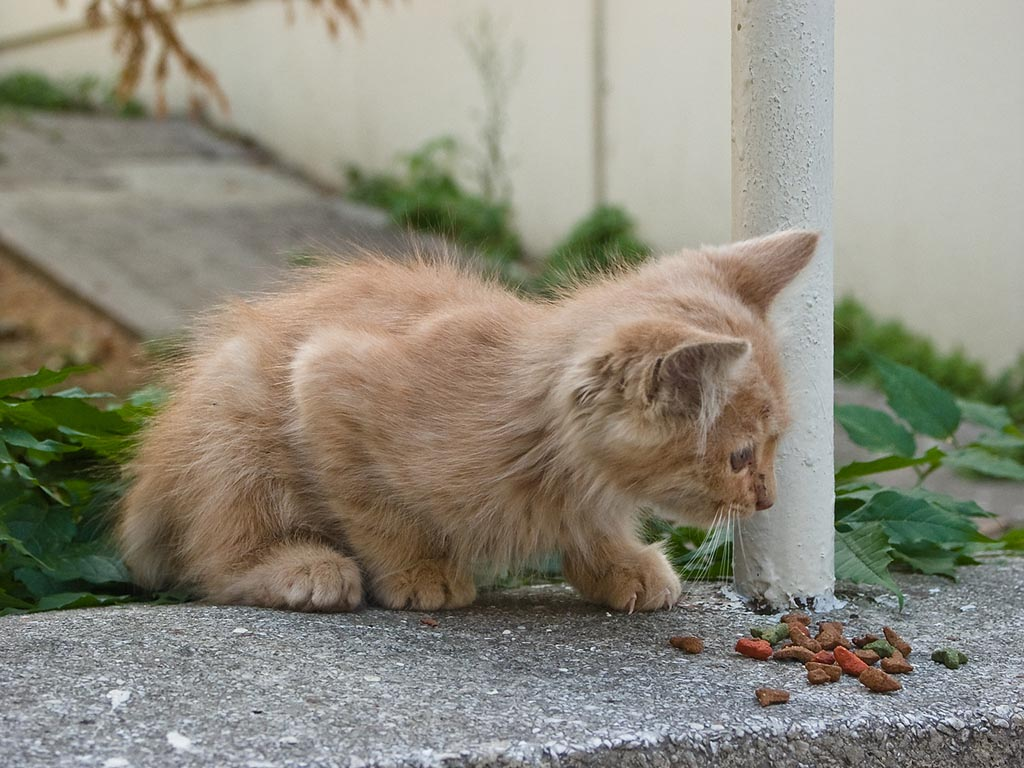
Un chaton nourri à Eminönü

Une étude de 2011 sur les infections au ténia chez les animaux errants d'Istanbul a révélé que 4,65% des chats examinés étaient infectés par Joyeuxiella pasqualei. Le virus de l'immunodéficience féline et le virus de la leucémie féline se sont avérés courants chez les chats d'extérieur et errants. Bien que les chats errants puissent être un vecteur de la rage, sur les 21 cas de rage documentés en Turquie entre 2000 et 2014, aucun n'a été causé par un contact entre chats et humains.
L'alimentation publique des chats par les habitants a été critiquée par plusieurs vétérinaires. Un article de 2015 publié par des universitaires l'Université Rutgers aux États-Unis a déclaré que l'alimentation collective attire et conduit à la concentration d'animaux dans une zone spécifique, ce qui facilite à son tour la transmission de certaines maladies. Le contact des chats en bonne santé avec des objets tels que des récipients de nourriture et d'eau qui ont été contaminés par des animaux malades est une source de préoccupation sanitaire.

## Point de vue légal

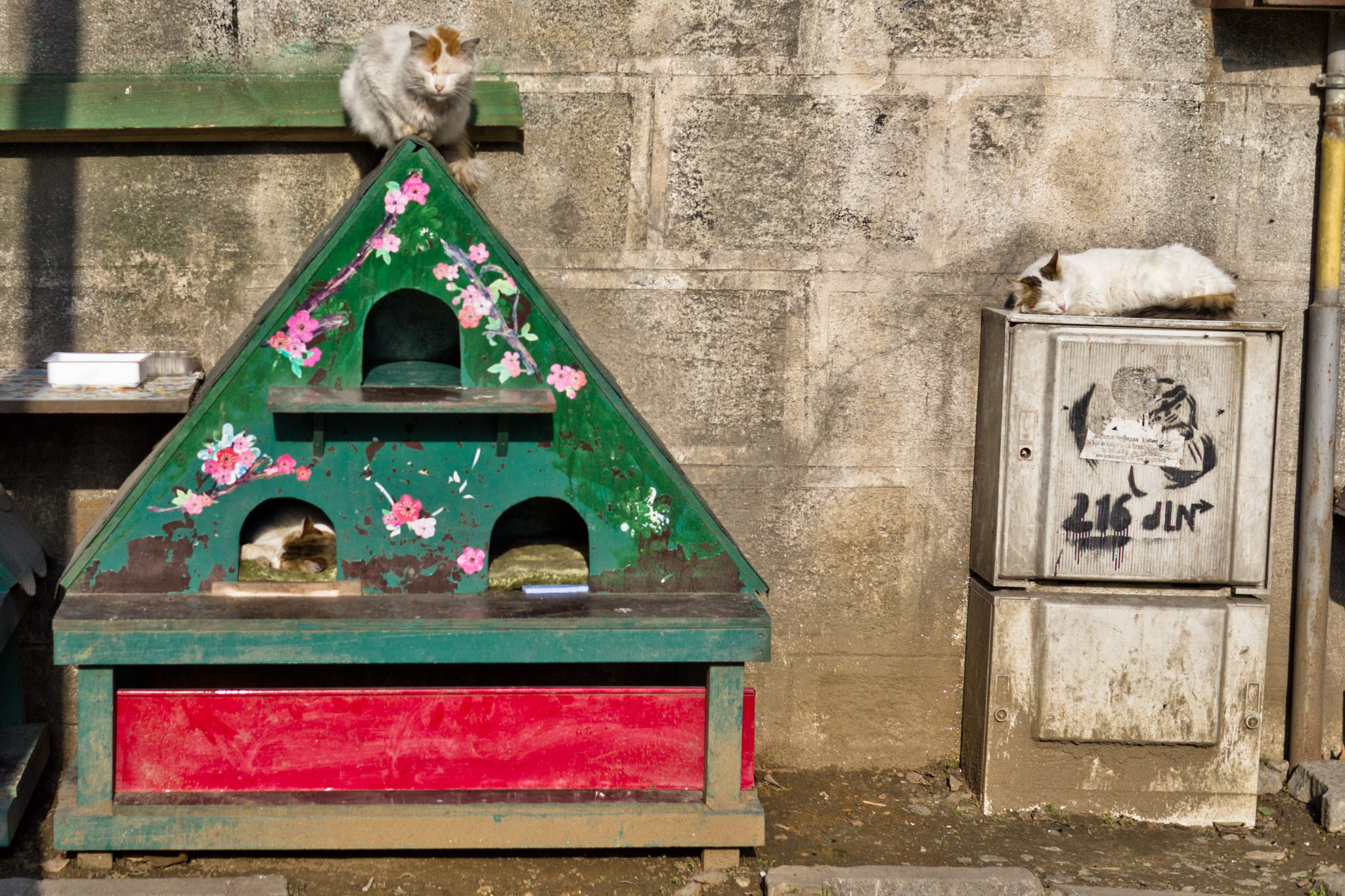
Chats des rues dormant à Cihangir.

Avant 2021, la loi turque définissait les animaux (errants et de compagnie) comme des « marchandises » plutôt que comme des « êtres vivants ». Cette classification a été critiquée par les militants des droits des animaux, car elle conduisait à une certaine indulgence vis-à-vis de la violence faite aux animaux. Selon la proposition acceptée en 2021, les animaux de compagnie et les animaux errants ont reçu le statut d'« être vivant » ; de là, il pourra découler la prononciation de peines allant de six mois à quatre ans de prison en cas de violence envers les animaux. La loi rend également obligatoire la stérilisation de tous les animaux errants en Turquie,.
En 2019, un ressortissant japonais a été expulsé de Turquie après avoir reconnu avoir tué et mangé 5 chats errants à Küçükçekmece, ce qui a suscité l'indignation généralisée dans les deux pays.

## La vie des chats à Istanbul

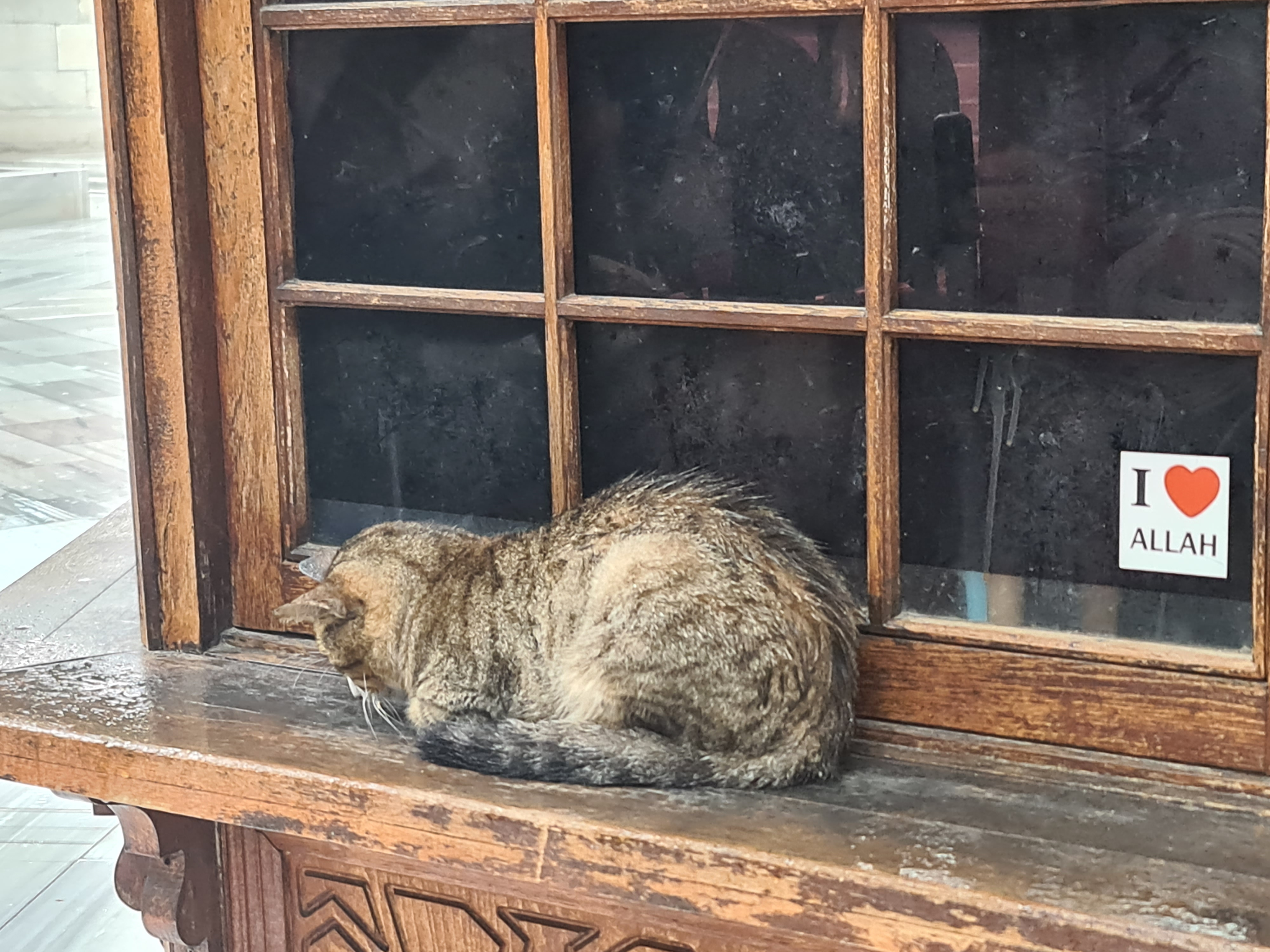
Chat dans la cour d'une mosquée à Istanbul.

Les chats d'Istanbul sont connus pour profiter d'une vie très confortable.
Généralement, il y a dans chaque rue d'Istanbul des chats connus des habitants. Dans ces rues, de minuscules « maisons » pour chats ont été préparées à leur intention. Les résidents du quartier placent des contenants de nourriture et d'eau devant leurs maisons pour nourrir les chats errants.
La municipalité d'Istanbul a placé des distributeurs automatiques de nourriture pour chats dans de nombreux quartiers de la ville. De nombreux chats gravitent autour de ces machines. Les passants peuvent y acheter de la nourriture pour nourrir les chats alentour.
Les chats errants peuvent être vus dans de nombreux endroits à Istanbul, que ce soit dans les salles de classe universitaires, les  ferry, les bus ou dans le métro, sans que personne les dérange.
Les chats sauvages d'Istanbul ont été représentés dans divers médias. Les réseaux sociaux sont considérés comme un moyen particulier par lequel les chats d'Istanbul ont récemment pu grandement gagner en popularité.